# Mega Drive Mini
Mega Drive Mini為世嘉公司在2019年上市的Mega Drive復刻專用遊戲機，外型比照1988年的版本，但比例縮小為1/4，因為採用2010年代的電子技術重新製作。電視接口方面使用HDMI，手把則採用USB，然而其並不相容一般USB手把，而是透過晶片鎖定，只能使用自身規格和特約廠商的USB外設。
由於體積縮小不能再插入傳統遊戲卡帶，遊戲採用全部載入內藏固態記憶體的方式遊玩，所以出廠時內載的遊戲就是能玩的全部遊戲，但由於收錄了四十多款遊戲幾乎涵蓋了Mega Drive主要名作，包含一些版權問題多年消失於市場一卡難求的稀有遊戲，所以依然有收藏與懷舊價值吸引許多玩家。
Mega Drive Mini的內載遊戲也並非直接複製原始程式，一些遊戲藉機進行了修正當年一些缺點，或是改為適合現代液晶顯示器的畫面調整，使其收藏價值增加，同時有幾款當年種種因素並未上市或是屬於通信傳送遊戲而未有卡帶生產，之後隨著通信傳送這一遊戲方式迅速消失而失傳的遊戲，也重現於此一遊戲機上供收藏者永遠保存。但此次推出的美版、亞版、日版三種主機內含遊戲略有不同，有一考量是許多文字類遊戲日文的因素所以在美版和亞版中換成了動作型遊戲讓外國玩家能較適用，但也是一種行銷手段所以想收集齊全全部遊戲者可能必須買下三種版本主機。

## 收錄遊戲
| 遊戲                          | 美版 | 日版 | 亞版 |
| ----------------------------- | ---- | ---- | ---- |
| 阿历克斯小子 天空魔城         | 是   | 否   | 否   |
| 異形戰士                      | 否   | 否   | 是   |
| 龍少女戰士 艾莉西亞           | 是   | 是   | 是   |
| 兽王记                        | 是   | 否   | 否   |
| 重裝機兵雷諾斯                | 否   | 是   | 是   |
| 雷神傳說 光之繼承者           | 是   | 是   | 是   |
| 我愛米奇 奇幻城堡大冒險       | 是   | 否   | 是   |
| 惡魔城 血族                   | 是   | 是   | 是   |
| 魔法寶石                      | 是   | 是   | 是   |
| 漫畫地帶                      | 是   | 是   | 是   |
| 魂斗羅 鐵血兵團               | 是   | 是   | 是   |
| 太空戰鬥機                    | 是   | 是   | 是   |
| 魔法氣泡外傳                  | 是   | 否   | 是   |
| 恐龍兄弟2                     | 否   | 是   | 否   |
| 動感哈迪                      | 是   | 是   | 否   |
| 蚯蚓戰士                      | 是   | 否   | 否   |
| 海豚歷險記                    | 是   | 否   | 否   |
| 永恆鬥士                      | 是   | 否   | 否   |
| SEGA 遊戲大合輯 超值版        | 否   | 是   | 是   |
| 大魔界村                      | 是   | 是   | 是   |
| 戰斧                          | 是   | 是   | 是   |
| 銀河快槍手                    | 是   | 是   | 是   |
| 變色龍小子                    | 是   | 否   | 否   |
| 秘境魔寶                      | 是   | 是   | 是   |
| 夢幻模擬戰II                  | 否   | 是   | 是   |
| 光明十字軍                    | 是   | 否   | 否   |
| 战斗传说                      | 否   | 是   | 否   |
| 魔導物語                      | 否   | 是   | 否   |
| 洛克人機器世界                | 是   | 是   | 是   |
| 冒險世界4                     | 是   | 是   | 是   |
| 銀河武者                      | 否   | 是   | 是   |
| OutRun 2019                   | 否   | 否   | 是   |
| 问答派对                      | 否   | 是   | 否   |
| 夢幻之星IV 千年紀的終結       | 是   | 是   | 是   |
| 暴力足球                      | 否   | 是   | 是   |
| 魔法氣泡2                     | 否   | 是   | 是   |
| Puzzle & Action: Tant-R       | 否   | 是   | 是   |
| 出租英雄                      | 否   | 是   | 否   |
| 暴力摩托II                    | 是   | 是   | 是   |
| 光明與黑暗續戰篇 眾神的遺產   | 是   | 是   | 是   |
| 光明與黑暗續戰篇II 古代的封印 | 否   | 否   | 是   |
| Slap Fight                    | 否   | 是   | 是   |
| 雪人兄弟                      | 否   | 是   | 是   |
| 音速小子弹珠台                | 是   | 否   | 否   |
| 音速小子                      | 是   | 否   | 是   |
| 音速小子2                     | 是   | 是   | 是   |
| 太空哈利2                     | 是   | 是   | 是   |
| 街头霸王II' -冠军版-          | 是   | 是   | 否   |
| 怒之鐵拳2                     | 是   | 是   | 是   |
| 出擊飛龍                      | 是   | 否   | 是   |
| 幻想特區                      | 是   | 是   | 是   |
| 石中劍                        | 否   | 否   | 是   |
| 俄羅斯方塊                    | 是   | 是   | 是   |
| 聯合前線                      | 否   | 是   | 否   |
| 超級忍                        | 否   | 是   | 是   |
| 超級忍3                       | 是   | 否   | 否   |
| 閃電出擊3                     | 是   | 是   | 是   |
| 外星双傻                      | 是   | 否   | 否   |
| 粒子斗士                      | 是   | 否   | 否   |
| VR快打2                       | 是   | 否   | 否   |
| 神奇男孩5 怪物世界Ⅲ           | 是   | 否   | 是   |
| 我愛米奇＆唐老鴨 奇幻魔法箱   | 是   | 是   | 是   |
| 幽游白书 魔强统一战           | 否   | 是   | 否   |